# Духовное управление мусульман Республики Башкортостан
Духо́вное управле́ние мусульма́н Респу́блики Башкортоста́н (баш. Башҡортостан Республикаһы мосолмандарының диниә назараты) — централизованная религиозная организация мусульман (муфтият), охватывающая более половины их объединений в Башкортостане.

## История
Возникновение первого ДУМ Башкортостана относится к событиям 1917 года. III Всебашкирский съезд (курултай), проходивший с 8 по 20 декабря 1917 года в Оренбурге, утвердил постановление № 12, в котором было объявлено отделение религии от государства и равноправие всех религий. Было признано, что: «Духовное управление Башкурдистана, будучи автономным, по своей линии имеет право открывать духовные и другие духовно-культурные и просветительские учреждения (мектебе, медресе, библиотеки и прочие)».
2 октября 1918 года под председательством Сагита Мрясова состоялся курултай (съезд) Духовного управления Башкурдистана, который утвердил распределение приходов по кантонным управлениям и избрал кантонных казыев:
- Имам Мухамед-Габдулхай Курбангалиев — Аргаяшский кантон;
- Имам Абубакир Хусаинов — Бурзянский кантон;
- Имам Габдрашит Гумеров — Джитировский кантон;
- Имам Хабиб кулуй Султангужин — Кипчакский кантон;
- Имам Бакир Гайсин — Ток-Суранский кантон;
- Ахун Мирсаяф Алчинбаев — Усерганский кантон;
- Имам Зилнур Татигачев — Юрматынский кантон;
- Имам Ахмедвали Габдулбакиев — Яланский кантон.

Духовное ведомство при Башкирском Правительстве возглавил Ризаитдин Фахретдинов, а резиденцией стал город Стерлитамак.
В марте 1921 года в деревне Аллагуват Стерлитамакского кантона (ныне Стерлибашевский район Башкортостана) состоялся очередной Всебашкирский съезд духовенства. Главным муфтием ДУМ был избран Мансур Халиков. В 1920-е гг. кадием ДУМ Башкортостана служил Гиниятулла Капкаев.
Пути ДУМ Башкурдистана и ЦДУМ Внутренней России и Сибири пересекаются в 1923 году, так как с этого времени резиденции обоих ведомств располагаются в Уфе. С 10 по 17 июня 1923 года ДУМ созывает съезд мусульман Башкирской АССР, которая проходила в одни и те же дни с общероссийским мусульманским съездом. Поддержку проведению съезда мусульман республики оказал Наркомат внутренних дел БАССР и его нарком Шагит Худайбердин. Съезд подтвердил прежние решения об автономии ДУМ, также им был принят Устав, а новым муфтием был избран Абдулнасыр Загитов.
В 1924 году избирается новый муфтий Мутыгулла Гатауллин, а ДУМ переименовано в «Центральное духовное управление мусульман Автономной Башкирской ССР» (ЦДУМ БАССР). Но ЦДУМ РСФСР не признало автономию духовного ведомства Башкирской республики и противоречия между ними усилились. Обсудив противоречия двух ЦДУМ, Президиум БашЦИК постановил просить ВЦИК о переводе Центрального духовного управления мусульман Внутренней России и Сибири из Уфы в Москву, однако это решение не было реализовано. В 1926 году в ведении ЦДУМ БАССР находилось около 700 мечетей, в том числе 9 мусульманских приходов Арского кантона Татарской АССР, к ЦДУМ РСФСР относились 1718 мечетей, расположенных на территории Башкортостана, а в 1935 году — 300 и 700 соответственно.
Башкирский обком партии принимает решение «углубить работу по разложению мусульманского духовенства по линии отделенчества». Органами РКП(б) и ГПУ использовались всевозможные средства, провоцирующие и разжигающие вражду внутри религий, особенно между ЦДУМ БАССР и РСФСР.
Существование двух мусульманских центров в Башкортостане, сопровождавшееся бесконечными взаимными упреками, претензиями, борьбой за сферы влияния, не могло способствовать укреплению положения мусульман, а лишь облегчило властям задачу уничтожения мусульманских религиозных общин и ислама в целом. В 1936 году были арестованы и в 1938 году расстреляны все члены обоих ЦДУМ. В октябре 1936 года произошло принудительное закрытие ЦДУМ Башкирской АССР, должность муфтия которого неофициально продолжал исполнять до января 1937 года Мутагар Камалетдинов.
21 августа 1992 года в Уфе, на учредительном съезде мусульманского духовенства Башкортостана, было вновь образовано ДУМ республики, независимое от ЦДУМ России, принят устав, избран на 5 лет Президиум в составе муфтия, двух заместителей и двух членов. Муфтием ДУМ Республики Башкортостан был избран Н. М. Нигматуллин. 1 сентября устав был зарегистрирован властями.
К началу 2006 года в составе ДУМ РБ были зарегистрированы 259 мечетей, а 211 мечетей республики относились к ЦДУМ России.
28 апреля 2019 года председатель ДУМ РБ муфтий Нурмухамет Нигматуллин подал в отставку.
29 апреля временно исполнять обязанности председателя Духовного управления мусульман РБ назначен Биргалин Айнур Азаматович (до отчетно-выборного съезда ДУМ РБ, который запланирован на ноябрь 2019 года). 16 октября 2019 Биргалин назначен на пост председателя.

## Учебные заведения
Подготовкой кадров для Духовного управления мусульман Республики Башкортостан занимаются следующие образовательные учреждения:
- Исламский колледж (медресе) имени Марьям Султановой (Уфа);
- Исламский колледж (медресе) «Галия» (Уфа);
- медресе «Нур-аль-Иман» (Стерлитамак)[8].

## Резиденции
Резиденция ДУМ до 1923 года находилась в Стерлитамаке, а до 1928 года в Уфе на улице Спасской, 8 (ныне улица Новомостовая), в последующие годы находилась в двух деревянных домах, ранее принадлежавших Оренбургскому магометанскому духовному собранию.
До марта 1993 года ДУМ Башкортостана располагалось в здании Общественно-политического центра по улице Фрунзе, 40 (ныне улица Заки Валиди), а с марта — в здании по улице Сочинская, 43. Ныне ДУМ РБ находится по адресу улице Чернышевского, 103.

## Муфтии
- Мрясов Сагит Губайдуллович (с 1917 года)
- Халиков Мансур Хатыпович (1921—1923)
- Загитов Абдулнасыр (1923—1924)
- Гатауллин Мутыгулла (1924—1936)
- Камалетдинов Мутагар Мирхайдарович (1936)
- Нигматуллин Нурмухамет Магафурович (1992—2019)[9]
- Биргалин Айнур Азаматович (2019 - по н.в.)

## Издания
ДУМ Башкортостана выпускает газету «Ислам и общество» и «Рисалэт».